# Song Kang-ho
Song Kang-ho (송강호), född 17 januari 1967 i Gimhae, är en sydkoreansk skådespelare.

## Filmografi (urval)
- 1997 – Green Fish
- 1998 – The Quiet Family
- 1999 – Shiri - Terrorns ansikte
- 2000 – Joint Security Area
- 2002 – Hämnarens resa
- 2003 – Memories of Murder
- 2005 – Lady Vengeance
- 2006 – The Host
- 2007 – Secret Sunshine
- 2008 – The Good, the Bad, the Weird
- 2009 – Thirst
- 2010 – Secret Reunion
- 2013 – Snowpiercer
- 2019 – Parasit